# Бомилкар (3 век пр.н.е.)
Вижте пояснителната страница за други личности с името Бомилкар.
Бомилкар (Bomilkar) е картагенски флотски командир през 3 век пр.н.е..
През Втората пуническа война той е nauarchos (адмирал). През 216 пр.н.е. той участва с Ханибал в битката при Кана. През 215 пр.н.е. той завежда картагенска войска и 4000 нумидийски войницици в Брутиум.
През 213 пр.н.е. той отива с неговите кораби на пристанистанището на Сиракуза, но се връща обратно в Африка, заради по-голямата римска войска на Марк Клавдий Марцел, която 2 години обсажда града.
През 212 пр.н.е. той отново води войска, но заради лошото време на Кап Пахинос, въпреки че е обещал помощ на политика Епикид от Сиракуза срещу римляните, Бомилкар се връща обратно в Таранто, което ускорява падането на Сиракуза.